# Lengyelország a 2008. évi nyári olimpiai játékokon
Lengyelország a kínai Pekingben megrendezett 2008. évi nyári olimpiai játékok egyik részt vevő nemzete volt. Az országot az olimpián 22 sportágban 268 sportoló képviselte, akik összesen 10 érmet szereztek.

## Érmesek
| Érem  | Versenyző                                                            | Sportág      | Versenyszám                                |
| ----- | -------------------------------------------------------------------- | ------------ | ------------------------------------------ |
| Arany | Tomasz Majewski                                                      | Atlétika     | Férfi súlylökés                            |
| Arany | Konrad Wasielewski Marek Kolbowicz Michał Jeliński Adam Korol        | Evezés       | Férfi négypárevezős                        |
| Arany | Leszek Blanik                                                        | Torna        | Férfi ugrás                                |
| Ezüst | Piotr Małachowski                                                    | Atlétika     | Férfi diszkoszvetés                        |
| Ezüst | Łukasz Pawłowski Bartłomiej Pawełczak Miłosz Bernatajtys Paweł Rańda | Evezés       | Férfi könnyűsúlyú kormányos nélküli négyes |
| Ezüst | Beata Mikołajczyk Aneta Konieczna                                    | Kajak-kenu   | Női kajak kettes 500 m                     |
| Ezüst | Maja Włoszczowska                                                    | Kerékpározás | Női terep-kerékpározás                     |
| Ezüst | Szymon Kołecki                                                       | Súlyemelés   | Férfi 94 kg                                |
| Ezüst | Robert Andrzejuk Tomasz Motyka Adam Wiercioch Radosław Zawrotniak    | Vívás        | Férfi párbajtőr, csapat                    |
| Bronz | Agnieszka Wieszczek                                                  | Birkózás     | Női szabadfogás, 72 kg                     |

## Asztalitenisz

### Férfi
| Versenyző        | Versenyszám | Selejtező         | 64-es főtábla                               | 48-as főtábla                                           | 32-es főtábla                               | Nyolcaddöntő      | Negyeddöntő       | Elődöntő          | Döntő             | Helyezés |
| Versenyző        | Versenyszám | Ellenfél Eredmény | Ellenfél Eredmény                           | Ellenfél Eredmény                                       | Ellenfél Eredmény                           | Ellenfél Eredmény | Ellenfél Eredmény | Ellenfél Eredmény | Ellenfél Eredmény | Helyezés |
| ---------------- | ----------- | ----------------- | ------------------------------------------- | ------------------------------------------------------- | ------------------------------------------- | ----------------- | ----------------- | ----------------- | ----------------- | -------- |
| Lucjan Błaszczyk | Egyes       |                   | Suraju Saka (CGO) · 11-9, 11-3, 13-11, 11-2 | Petr Korbel (CZE) · 11-9, 11-9, 7-11, 11-4, 10-12, 11-8 | Vang Li-csin (CHN) · 2-11, 6-11, 7-11, 8-11 | kiesett           | kiesett           | kiesett           | kiesett           | 17.      |

### Női
| Versenyző | Versenyszám | Selejtező         | 64-es főtábla                                                 | 48-as főtábla                                                    | 32-es főtábla     | Nyolcaddöntő      | Negyeddöntő       | Elődöntő          | Döntő             | Helyezés |
| Versenyző | Versenyszám | Ellenfél Eredmény | Ellenfél Eredmény                                             | Ellenfél Eredmény                                                | Ellenfél Eredmény | Ellenfél Eredmény | Ellenfél Eredmény | Ellenfél Eredmény | Ellenfél Eredmény | Helyezés |
| --------- | ----------- | ----------------- | ------------------------------------------------------------- | ---------------------------------------------------------------- | ----------------- | ----------------- | ----------------- | ----------------- | ----------------- | -------- |
| Jie Xu    | Egyes       |                   | Yi Fang Xian (FRA) · 6-11, 4-11, 11-6, 9-11, 11-8, 11-8, 7-11 | kiesett                                                          | kiesett           | kiesett           | kiesett           | kiesett           | kiesett           | 49.      |
| Qian Li   | Egyes       |                   |                                                               | Taccjana Kasztramina (BLR) · 7-11, 9-11, 6-11, 11-5, 11-9, 10-12 | kiesett           | kiesett           | kiesett           | kiesett           | kiesett           | 33.      |

#### Csapat
- Qian Li
- Natalia Partyka
- Jie Xu

C csoport
| Csapat        | JM | GY | V | GyJ | VJ | PT |
| ------------- | -- | -- | - | --- | -- | -- |
| Hongkong      | 3  | 3  | 0 | 27  | 6  | 6  |
| Románia       | 3  | 2  | 1 | 23  | 20 | 4  |
| Lengyelország | 3  | 1  | 2 | 22  | 25 | 2  |
| Németország   | 3  | 0  | 3 | 7   | 28 | 0  |

| Hongkong (HKG) | 3 – 0 | Lengyelország |

| Németország (GER) | 1 – 3 | Lengyelország |

| Románia (ROU) | 3 – 2 | Lengyelország |

| Csapat        | Helyezés |
| ------------- | -------- |
| Lengyelország | 9.       |

## Atlétika
Férfi
| Versenyző                                                   | Versenyszám     | Előfutam      | Előfutam      | Előfutam      | Negyeddöntő | Negyeddöntő | Negyeddöntő | Elődöntő | Elődöntő | Elődöntő | Döntő    | Döntő    |
| Versenyző                                                   | Versenyszám     | Idő           | Hely.         | Össz.         | Idő         | Hely.       | Össz.       | Idő      | Hely.    | Össz.    | Idő      | Helyezés |
| ----------------------------------------------------------- | --------------- | ------------- | ------------- | ------------- | ----------- | ----------- | ----------- | -------- | -------- | -------- | -------- | -------- |
| Dariusz Kuć                                                 | 100 m           | 10,44         | 5.            | 37.           | 10,46       | 7.          | 39.         | kiesett  | kiesett  | kiesett  | kiesett  | kiesett  |
| Marcin Jędrusiński                                          | 200 m           | 20,64         | 2.            | 18.           | 20,58       | 4.          | 18.         | kiesett  | kiesett  | kiesett  | kiesett  | kiesett  |
| Daniel Dąbrowski                                            | 400 m           | 47,83         | 8.            | 51.           |             |             |             | kiesett  | kiesett  | kiesett  | kiesett  | kiesett  |
| Marcin Lewandowski                                          | 800 m           | 1:45,89       | 4.            | 9.            |             |             |             | 1:47,24  | 7.       | 20.      | kiesett  | kiesett  |
| Paweł Czapiewski                                            | 800 m           | 1:47,66       | 3.            | 35.*          |             |             |             | kiesett  | kiesett  | kiesett  | kiesett  | kiesett  |
| Artur Noga                                                  | 110 m gát       | 13,53         | 1.            | 12.*          | 13,36       | 2.          | 4.*         | 13,34    | 2.       | 5.       | 13,36    | 5.       |
| Marek Plawgo                                                | 400 m gát       | 49,17         | 3.            | 7.            |             |             |             | 48,75    | 4.       | 8.       | 48,52    | 6.       |
| Tomasz Szymkowiak                                           | 3000 m akadály  | 8:29,37       | 7.            | 24.           |             |             |             |          |          |          | kiesett  | kiesett  |
| Jakub Jelonek                                               | 20 km gyaloglás |               |               |               |             |             |             |          |          |          | 1:30:37  | 46.      |
| Rafał Augustyn                                              | 20 km gyaloglás |               |               |               |             |             |             |          |          |          | 1:24:25  | 29.      |
| Rafał Fedaczyński                                           | 50 km gyaloglás |               |               |               |             |             |             |          |          |          | 3:46:51  | 8.       |
| Grzegorz Sudoł                                              | 50 km gyaloglás |               |               |               |             |             |             |          |          |          | 3:47:18  | 9.       |
| Artur Brzozowski                                            | 50 km gyaloglás |               |               |               |             |             |             |          |          |          | kizárták | kizárták |
| Henryk Szost                                                | Maraton         |               |               |               |             |             |             |          |          |          | 2:19:43  | 34.      |
| Arkadiusz Sowa                                              | Maraton         |               |               |               |             |             |             |          |          |          | 2:24:48  | 54.      |
| Marcin Nowak Łukasz Chyła Marcin Jędrusiński Dariusz Kuć    | 4 × 100 m váltó | nem ért célba | nem ért célba | nem ért célba |             |             |             |          |          |          | kiesett  | kiesett  |
| Rafał Wieruszewski Piotr Klimczak Piotr Kędzia Marek Plawgo | 4 × 400 m váltó | 3:00,74       | 5.            | 8.            |             |             |             |          |          |          | 3:00,32  | 7.       |

| Versenyző             | Versenyszám   | Selejtező | Selejtező | Döntő    | Döntő    |
| Versenyző             | Versenyszám   | Eredmény  | Helyezés  | Eredmény | Helyezés |
| --------------------- | ------------- | --------- | --------- | -------- | -------- |
| Michał Bieniek        | Magasugrás    | 220 cm    | 24.*      | kiesett  | kiesett  |
| Marcin Starzak        | Távolugrás    | 762 cm    | 33.       | kiesett  | kiesett  |
| Przemysław Czerwiński | Rúdugrás      | 565 cm    | 7.*       | 545 cm   | 11.      |
| Tomasz Majewski       | Súlylökés     | 21,04 m   | 1.        | 21,51 m  |          |
| Piotr Małachowski     | Diszkoszvetés | 65,94 m   | 1.        | 67,82 m  |          |
| Szymon Ziółkowski     | Kalapácsvetés | 79,55 m   | 2.        | 79,22 m  | 7.       |
| Igor Janik            | Gerelyhajítás | 77,63 m   | 16.       | kiesett  | kiesett  |

Női
| Versenyző | Versenyszám     | Előfutam | Előfutam | Előfutam | Negyeddöntő | Negyeddöntő | Negyeddöntő | Elődöntő | Elődöntő | Elődöntő | Döntő    | Döntő    |
| Versenyző | Versenyszám     | Idő      | Hely.    | Össz.    | Idő         | Hely.       | Össz.       | Idő      | Hely.    | Össz.    | Idő      | Helyezés |
| --- | --------------- | -------- | -------- | -------- | ----------- | ----------- | ----------- | -------- | -------- | -------- | -------- | -------- |
| Daria Korczyńska | 100 m           | 11,22    | 3.       | 3.       | 11,41       | 5.          | 21.         | kiesett  | kiesett  | kiesett  | kiesett  | kiesett  |
| Marta Jeschke | 200 m           | 23,59    | 7.       | 33.      | kiesett     | kiesett     | kiesett     | kiesett  | kiesett  | kiesett  | kiesett  | kiesett  |
| Monika Bejnar | 400 m           | 52,80    | 6.       | 31.      |             |             |             | kiesett  | kiesett  | kiesett  | kiesett  | kiesett  |
| Anna Rostkowska | 800 m           | 2:02,11  | 3.       | 24.      |             |             |             | 1:58,84  | 5.       | 12.      | kiesett  | kiesett  |
| Sylwia Ejdys | 1500 m          | 4:08,37  | 6.       | 16.      |             |             |             |          |          |          | kiesett  | kiesett  |
| Anna Jakubczak | 1500 m          | 4:07,33  | 7.       | 15.      |             |             |             |          |          |          | kiesett  | kiesett  |
| Lidia Chojecka | 1500 m          | 4:19,57  | 10.      | 31.      |             |             |             |          |          |          | kiesett  | kiesett  |
| Aurelia Trywiańska-Kollasch                                                                                           | 100 m gát       | 12,98    | 4.       | 15.*     |             |             |             | 12,96    | 6.       | 11.      | kiesett  | kiesett  |
| Anna Olichwierczuk-Jesień                                                                                             | 400 m gát       | 55,35    | 2.       | 7.       |             |             |             | 54,36    | 3.       | 4.       | 54,29    | 5.       |
| Katarzyna Kowalska | 3000 m akadály  | 9:47,02  | 11.      | 30.*     |             |             |             |          |          |          | kiesett  | kiesett  |
| Wioletta Janowska-Frankiewicz                                                                                         | 3000 m akadály  | 9:21,88  | 3.       | 4.       |             |             |             |          |          |          | 9:21,76  | 8.       |
| Sylwia Korzeniowska                                                                                                   | 20 km gyaloglás |          |          |          |             |             |             |          |          |          | 1:31:19  | 20.      |
| Monika Drybulska | Maraton         |          |          |          |             |             |             |          |          |          | 2:32:39  | 24.      |
| Dorota Gruca | Maraton         |          |          |          |             |             |             |          |          |          | 2:33:32  | 30.      |
| Ewelina Klocek Daria Korczyńska Dorota Jędrusińska Joanna Kocielnik Marta Jeschke                                     | 4 × 100 m váltó | 43,47    | 5.       | 7.       |             |             |             |          |          |          | kizárták | kizárták |
| Monika Bejnar Jolanta Wójcik Anna Olichwierczuk-Jesień Grażyna Prokopek-Janacek Agnieszka Karpiesiuk Izabela Kostruba | 4 × 400 m váltó | 3:28,23  | 6.       | 11.      |             |             |             |          |          |          | kiesett  | kiesett  |

| Versenyző                   | Versenyszám   | Selejtező                | Selejtező                | Döntő                    | Döntő                    |
| Versenyző                   | Versenyszám   | Eredmény                 | Helyezés                 | Eredmény                 | Helyezés                 |
| --------------------------- | ------------- | ------------------------ | ------------------------ | ------------------------ | ------------------------ |
| Monika Pyrek                | Rúdugrás      | 450 cm                   | 8.*                      | 470 cm                   | 5.                       |
| Anna Rogowska               | Rúdugrás      | 450 cm                   | 8.*                      | 445 cm                   | 10.*                     |
| Joanna Piwowarska           | Rúdugrás      | 430 cm                   | 19.**                    | kiesett                  | kiesett                  |
| Krystyna Danilczyk-Zabawska | Súlylökés     | érvényes kísérlet nélkül | érvényes kísérlet nélkül | kiesett                  | kiesett                  |
| Wioletta Potępa             | Diszkoszvetés | 59,44 m                  | 17.                      | kiesett                  | kiesett                  |
| Joanna Wiśniewska           | Diszkoszvetés | 59,40 m                  | 18.                      | kiesett                  | kiesett                  |
| Żaneta Glanc                | Diszkoszvetés | érvényes kísérlet nélkül | érvényes kísérlet nélkül | kiesett                  | kiesett                  |
| Anita Włodarczyk            | Kalapácsvetés | 71,76 m                  | 6.                       | 71,56 m                  | 6.                       |
| Kamila Skolimowska          | Kalapácsvetés | 69,79 m                  | 10.                      | érvényes kísérlet nélkül | érvényes kísérlet nélkül |
| Malgorzata Zadura           | Kalapácsvetés | 64,13 m                  | 38.                      | kiesett                  | kiesett                  |
| Barbara Madejczyk           | Gerelyhajítás | 62,81 m                  | 6.                       | 62,02 m                  | 7.                       |
| Urszula Piwnicka            | Gerelyhajítás | 59,28 m                  | 14.                      | kiesett                  | kiesett                  |

| Versenyző         | Versenyszám | 100 m gát | 100 m gát | Magasugrás | Magasugrás | Súlylökés | Súlylökés | 200 m | 200 m | Távolugrás | Távolugrás | Gerelyhajítás | Gerelyhajítás | 800 m   | 800 m | Végeredmény | Végeredmény |
| Versenyző         | Versenyszám | Idő       | Pont      | Eredmény   | Pont       | Eredmény  | Pont      | Idő   | Pont  | Eredmény   | Pont       | Eredmény      | Pont          | Idő     | Pont  | Pont        | Helyezés    |
| ----------------- | ----------- | --------- | --------- | ---------- | ---------- | --------- | --------- | ----- | ----- | ---------- | ---------- | ------------- | ------------- | ------- | ----- | ----------- | ----------- |
| Karolina Tymińska | Hétpróba    | 13,62     | 1033      | 177 cm     | 941        | 14,08 m   | 799       | 23,39 | 1040  | 653 cm     | 1017       | 35,97 m       | 590           | 2:07,08 | 1008  | 6428        | 7.          |
| Kamila Chudzik    | Hétpróba    | 13,79     | 1008      | 177 cm     | 941        | 14,34 m   | 817       | 25,36 | 854   | 597 cm     | 840        | 52,05 m       | 900           | 2:21,97 | 797   | 6157        | 15.         |

* - egy másik versenyzővel azonos eredményt ért el

** - két másik versenyzővel azonos eredményt ért el

## Birkózás

### Férfi
Kötöttfogású
| Versenyző           | Versenyszám | Selejtező                            | Nyolcaddöntő                          | Negyeddöntő       | Elődöntő          | Vigaszág első kör | Vigaszág elődöntő | Bronz- mérkőzés   | Döntő             | Helyezés |
| Versenyző           | Versenyszám | Ellenfél Eredmény                    | Ellenfél Eredmény                     | Ellenfél Eredmény | Ellenfél Eredmény | Ellenfél Eredmény | Ellenfél Eredmény | Ellenfél Eredmény | Ellenfél Eredmény | Helyezés |
| ------------------- | ----------- | ------------------------------------ | ------------------------------------- | ----------------- | ----------------- | ----------------- | ----------------- | ----------------- | ----------------- | -------- |
| Julian Kwit         | 74 kg       |                                      | Aleh Mihalovics (BLR) · 1-3, 3-0, 2-3 | kiesett           | kiesett           |                   |                   |                   |                   | 13.      |
| Artur Michalkiewicz | 84 kg       | Brad Vering (USA) · 0-4, 1-1         | kiesett                               | kiesett           | kiesett           |                   |                   |                   |                   | 16.      |
| Marek Mikulski      | 120 kg      | Jalmar Sjöberg (SWE) · 4-0, 0-5, 0-3 | kiesett                               | kiesett           | kiesett           |                   |                   |                   |                   | 12.      |

Szabadfogású
| Versenyző            | Versenyszám | Selejtező                             | Nyolcaddöntő      | Negyeddöntő       | Elődöntő          | Vigaszág első kör | Vigaszág elődöntő | Bronz- mérkőzés   | Döntő             | Helyezés |
| Versenyző            | Versenyszám | Ellenfél Eredmény                     | Ellenfél Eredmény | Ellenfél Eredmény | Ellenfél Eredmény | Ellenfél Eredmény | Ellenfél Eredmény | Ellenfél Eredmény | Ellenfél Eredmény | Helyezés |
| -------------------- | ----------- | ------------------------------------- | ----------------- | ----------------- | ----------------- | ----------------- | ----------------- | ----------------- | ----------------- | -------- |
| Krystian Brzozowski  | 74 kg       | Arszen Gityinov (KGZ) · 2-1, 1-3, 0-1 | kiesett           | kiesett           | kiesett           |                   |                   |                   |                   | 16.      |
| Radosław Horbik      | 84 kg       | Reza Jazdáni (IRI) · 0-1, 1-3         | kiesett           | kiesett           | kiesett           |                   |                   |                   |                   | 16.      |
| Mateusz Gucman       | 96 kg       | Xetaq Qazyumov (AZE) · 0-3, 0-3       | kiesett           | kiesett           | kiesett           |                   |                   |                   |                   | 17.      |
| Bartłomiej Bartnicki | 120 kg      | Liang Lej (CHN) · 1-1, 2-2            | kiesett           | kiesett           | kiesett           |                   |                   |                   |                   | 12.      |

### Női
Szabadfogású
| Versenyző           | Versenyszám | Selejtező         | Nyolcaddöntő                       | Negyeddöntő                                | Elődöntő                         | Vigaszág első kör | Vigaszág elődöntő | Bronz- mérkőzés              | Döntő             | Helyezés |
| Versenyző           | Versenyszám | Ellenfél Eredmény | Ellenfél Eredmény                  | Ellenfél Eredmény                          | Ellenfél Eredmény                | Ellenfél Eredmény | Ellenfél Eredmény | Ellenfél Eredmény            | Ellenfél Eredmény | Helyezés |
| ------------------- | ----------- | ----------------- | ---------------------------------- | ------------------------------------------ | -------------------------------- | ----------------- | ----------------- | ---------------------------- | ----------------- | -------- |
| Monika Michalik     | 63 kg       |                   | Volha Hilko (BLR) · 0-1, 1-0, TUS  | Lise Golliot-Legrand (FRA) · 0-1, 3-0, 1-3 | kiesett                          |                   |                   |                              |                   | 10.      |
| Agnieszka Wieszczek | 72 kg       |                   | Annabel Laure Ali (CMR) · 1-0, 6-0 | Anita Schätzle (GER) · 1-1, 0-2, 4-1       | Sztanka Zlateva (BUL) · 0-3, 0-5 |                   |                   | Maider Unda (ESP) · 2-1, 1-0 |                   |          |

## Cselgáncs
Férfi
| Versenyző             | Versenyszám  | Selejtező         | 32-es főtábla                             | Nyolcaddöntő                         | Negyeddöntő                 | Elődöntő          | Vigaszág első kör                    | Vigaszág negyeddöntő            | Vigaszág elődöntő                        | Bronz- mérkőzés                    | Döntő             | Helyezés |
| Versenyző             | Versenyszám  | Ellenfél Eredmény | Ellenfél Eredmény                         | Ellenfél Eredmény                    | Ellenfél Eredmény           | Ellenfél Eredmény | Ellenfél Eredmény                    | Ellenfél Eredmény               | Ellenfél Eredmény                        | Ellenfél Eredmény                  | Ellenfél Eredmény | Helyezés |
| --------------------- | ------------ | ----------------- | ----------------------------------------- | ------------------------------------ | --------------------------- | ----------------- | ------------------------------------ | ------------------------------- | ---------------------------------------- | ---------------------------------- | ----------------- | -------- |
| Tomasz Adamiec        | Harmatsúly   |                   | Áras Míreszmáili (IRI) · 0000-0001        | kiesett                              | kiesett                     | kiesett           |                                      |                                 |                                          |                                    |                   | 21.      |
| Krzysztof Wiłkomirski | Könnyűsúly   |                   | Vselovods Zeļonijs (LAT) · 0020-0010      | Gantömörín Dasdavá (MGL) · 0010-0012 | kiesett                     | kiesett           |                                      |                                 |                                          |                                    |                   | 17.      |
| Robert Krawczyk       | Váltósúly    |                   | Matthew Jago (RSA) · 0120-0000            | Kim Dzsebom (KOR) · 0001-1100        |                             |                   | Szjarhej Sundzikav (BLR) · 0011-0010 | João Neto (POR) · 1000-0000     | Damdinszürengín Njamhű (MGL) · 0001-1010 | kiesett                            |                   | 7.       |
| Przemysław Matyjaszek | Félnehézsúly |                   | Sao Ning (CHN) · 1101-0000                | Eduardo Costa (ARG) · 1001-0000      | Henk Grol (NED) · 0000-1000 |                   |                                      | Luiano Corrêa (BRA) · 1000-0000 | Hadfi Dániel (HUN) · 0011-0010           | Mövlud Mirəliyev (AZE) · 0001-0110 |                   | 5.       |
| Janusz Wojnarowicz    | Nehézsúly    |                   | Mahgalín Bajardzsavhlan (MGL) · 1000-0000 | Abdullo Tangriyev (UZB) · 0000-0010  |                             |                   | Andreas Tölzer (GER) · 0010-0100     | kiesett                         | kiesett                                  | kiesett                            |                   | 13.      |

Női
| Versenyző         | Versenyszám | Selejtező                          | Nyolcaddöntő                   | Negyeddöntő       | Elődöntő          | Vigaszág első kör | Vigaszág negyeddöntő | Vigaszág elődöntő | Bronz- mérkőzés   | Döntő             | Helyezés |
| Versenyző         | Versenyszám | Ellenfél Eredmény                  | Ellenfél Eredmény              | Ellenfél Eredmény | Ellenfél Eredmény | Ellenfél Eredmény | Ellenfél Eredmény    | Ellenfél Eredmény | Ellenfél Eredmény | Ellenfél Eredmény | Helyezés |
| ----------------- | ----------- | ---------------------------------- | ------------------------------ | ----------------- | ----------------- | ----------------- | -------------------- | ----------------- | ----------------- | ----------------- | -------- |
| Katarzyna Piłocik | Középsúly   |                                    | Ronda Rousey (USA) · 0000-1000 | kiesett           | kiesett           |                   |                      |                   |                   |                   | 16.      |
| Urszula Sadkowska | Nehézsúly   | Gulzsan Iszanova (KAZ) · 0010-0101 | kiesett                        | kiesett           | kiesett           |                   |                      |                   |                   |                   | 18.      |

## Evezés
Férfi
| Versenyző | Versenyszám                          | Előfutam | Előfutam | Vigaszág | Vigaszág | Elődöntő | Elődöntő | Elődöntő | Döntő | Döntő   | Döntő | Helyezés |
| Versenyző | Versenyszám                          | Idő      | Hely.    | Idő      | Hely.    | Típus    | Idő      | Hely.    | Típus | Idő     | Hely. | Helyezés |
| --- | ------------------------------------ | -------- | -------- | -------- | -------- | -------- | -------- | -------- | ----- | ------- | ----- | -------- |
| Jarosław Godek Piotr Hojka | Kormányos nélküli kettes             | 7:01,90  | 4.       | 6:44,19  | 5.       |          |          |          | C     | 6:53,68 | 2.    | 14.      |
| Miłosz Bernatajtys Bartłomiej Pawełczak Łukasz Pawłowski Paweł Rańda | Könnyűsúlyú kormányos nélküli négyes | 5:52,06  | 3.       |          |          | A/B      | 6:06,60  | 1.       | A     | 5:49,39 | 2.    |          |
| Konrad Wasielewski Marek Kolbowicz Michał Jeliński Adam Korol | Négypárevezős                        | 5:38,76  | 1.       |          |          | A/B      | 5:51,29  | 1.       | A     | 5:41,33 | 1.    |          |
| Sebastian Kosiorek Michal Stawowski Patryk Brzeziński Sławomir Kruszkowski Wojciech Gutorski Marcin Brzeziński Rafał Hejmej Mikołaj Burda Daniel Trojanowski (kormányos) | Nyolcas                              | 5:34,95  | 2.       | 5:42,92  | 4.       |          |          |          | A     | 5:31,42 | 5.    | 5.       |

Női
| Versenyző       | Versenyszám  | Előfutam | Előfutam | Középdöntő | Középdöntő | Elődöntő | Elődöntő | Elődöntő | Döntő | Döntő   | Döntő | Helyezés |
| Versenyző       | Versenyszám  | Idő      | Hely.    | Idő        | Hely.      | Típus    | Idő      | Hely.    | Típus | Idő     | Hely. | Helyezés |
| --------------- | ------------ | -------- | -------- | ---------- | ---------- | -------- | -------- | -------- | ----- | ------- | ----- | -------- |
| Julia Michalska | Egypárevezős | 7:41,16  | 2.       | 7:31,90    | 2.         | A/B      | 7:38,04  | 3.       | A     | 7:43,44 | 6.    | 6.       |

## Íjászat
Férfi
| Versenyző                                 | Versenyszám | Selejtező | Selejtező | 64-es főtábla                                   | 32-es főtábla                                       | Nyolcaddöntő                                                             | Negyeddöntő                                                               | Elődöntő          | Döntő             | Helyezés |
| Versenyző                                 | Versenyszám | Pont      | Kiemelt   | Ellenfél Eredmény                               | Ellenfél Eredmény                                   | Ellenfél Eredmény                                                        | Ellenfél Eredmény                                                         | Ellenfél Eredmény | Ellenfél Eredmény | Helyezés |
| ----------------------------------------- | ----------- | --------- | --------- | ----------------------------------------------- | --------------------------------------------------- | ------------------------------------------------------------------------ | ------------------------------------------------------------------------- | ----------------- | ----------------- | -------- |
| Rafał Dobrowolski                         | Egyéni      | 667       | 13.       | Nay Myo Aung (MYA) (52.) · 110-106              | Olekszandr Szergyuk (UKR) (20.) · 111 (+9)-111 (+8) | Pak Kjongmo (KOR) (4.) · 105-113                                         | kiesett                                                                   | kiesett           | kiesett           | 14.*     |
| Piotr Piątek                              | Egyéni      | 649       | 43.       | Morija Rjúicsi (JPN) (22.) · 109 (+9)-109 (+10) | kiesett                                             | kiesett                                                                  | kiesett                                                                   | kiesett           | kiesett           | 36.**    |
| Jacek Proć                                | Egyéni      | 661       | 19.       | Li Ven-csüan (CHN) (46.) · 116-111              | Sky Kim (AUS) (14.) · 111-110                       | Viktor Ruban (UKR) (3.) · 108-114                                        | kiesett                                                                   | kiesett           | kiesett           | 12.      |
| Rafał Dobrowolski Piotr Piątek Jacek Proć | Csapat      | 1977      | 8.        |                                                 |                                                     | Ausztrália (AUS) · Matthew Gray · Sky Kim · Michael Naray (9.) · 223-218 | Dél-Korea (KOR) · Im Donghjon · I Cshanghvan · Pak Kjongmo (1.) · 222-224 | kiesett           | kiesett           | 5.       |

Női
| Versenyző                                                 | Versenyszám | Selejtező | Selejtező | 64-es főtábla                                | 32-es főtábla                             | Nyolcaddöntő      | Negyeddöntő                                                                              | Elődöntő          | Döntő             | Helyezés |
| Versenyző                                                 | Versenyszám | Pont      | Kiemelt   | Ellenfél Eredmény                            | Ellenfél Eredmény                         | Ellenfél Eredmény | Ellenfél Eredmény                                                                        | Ellenfél Eredmény | Ellenfél Eredmény | Helyezés |
| --------------------------------------------------------- | ----------- | --------- | --------- | -------------------------------------------- | ----------------------------------------- | ----------------- | ---------------------------------------------------------------------------------------- | ----------------- | ----------------- | -------- |
| Iwona Marcinkiewicz                                       | Egyéni      | 620       | 43.       | Laisrám Bombéjala Dévi (IND) (22.) · 103-101 | Natalja Erdinyijeva (RUS) (11.) · 103-104 | kiesett           | kiesett                                                                                  | kiesett           | kiesett           | 26.*     |
| Justyna Mospinek                                          | Egyéni      | 643       | 19.       | Kitabatake Szajoko (JPN) (46.) · 101-103     | kiesett                                   | kiesett           | kiesett                                                                                  | kiesett           | kiesett           | 48.***   |
| Małgorzata Sobieraj                                       | Egyéni      | 645       | 13.       | Louise Laursen (DEN) (52.) · 113-100         | Mariana Avitia (MEX) (20.) · 109-110      | kiesett           | kiesett                                                                                  | kiesett           | kiesett           | 17.*     |
| Iwona Marcinkiewicz Justyna Mospinek Małgorzata Ćwienczek | Csapat      | 1908      | 4.        |                                              |                                           |                   | Franciaország (FRA) · Bérengère Schuh · Sophie Dodemont · Virginie Arnold (5.) · 211-218 | kiesett           | kiesett           | 6.       |

* - egy másik versenyzővel azonos eredményt ért el

** - két másik versenyzővel azonos eredményt ért el

*** - öt másik versenyzővel azonos eredményt ért el

## Kajak-kenu

### Síkvízi
Férfi
| Versenyző                                                    | Versenyszám         | Előfutam | Előfutam | Előfutam | Elődöntő | Elődöntő | Elődöntő | Döntő    | Döntő    |
| Versenyző                                                    | Versenyszám         | Idő      | Hely.    | Össz.    | Idő      | Hely.    | Össz.    | Idő      | Helyezés |
| ------------------------------------------------------------ | ------------------- | -------- | -------- | -------- | -------- | -------- | -------- | -------- | -------- |
| Paweł Baraszkiewicz                                          | Kenu egyes 500 m    | 1:50,463 | 3.       | 10.      | 1:51,744 | 3.       | 4.       | 1:50,048 | 8.       |
| Marcin Grzybowski                                            | Kenu egyes 1000 m   | 4:02,010 | 3.       | 9.       | 4:00,226 | 4.       | 10.      | kiesett  | kiesett  |
| Daniel Jędraszko Roman Rynkiewicz                            | Kenu kettes 500 m   | 1:42,309 | 3. D     | 6.       |          |          |          | 1:44,389 | 9.       |
| Wojciech Tyszyński Paweł Baraszkiewicz                       | Kenu kettes 1000 m  | 3:42,177 | 5.       | 8.       | 3:42,435 | 1.       | 1.       | 3:42,845 | 8.       |
| Marek Twardowski                                             | Kajak egyes 500 m   | 1:39,436 | 2.       | 16.      | 1:43,733 | 5.       | 14.      | kiesett  | kiesett  |
| Marek Twardowski Adam Wysocki                                | Kajak kettes 500 m  | 1:32,107 | 6.       | 12.      | 1:31,481 | 2.       | 2.       | 1:31,869 | 8.       |
| Marius Kujawski Adam Seroczyński                             | Kajak kettes 1000 m | kizárták | kizárták | kizárták | kizárták | kizárták | kizárták | kizárták | kizárták |
| Marek Twardowski Tomasz Mendelski Paweł Baumann Adam Wysocki | Kajak négyes 1000 m | 2:59,290 | 3. D     | 6.       |          |          |          | 2:59,505 | 6.       |

Női
| Versenyző                                                               | Versenyszám        | Előfutam | Előfutam | Előfutam | Elődöntő | Elődöntő | Elődöntő | Döntő    | Döntő    |
| Versenyző                                                               | Versenyszám        | Idő      | Hely.    | Össz.    | Idő      | Hely.    | Össz.    | Idő      | Helyezés |
| ----------------------------------------------------------------------- | ------------------ | -------- | -------- | -------- | -------- | -------- | -------- | -------- | -------- |
| Małgorzata Chojnacka                                                    | Kajak egyes 500 m  | 1:53,635 | 6.       | 17.      | 1:55,619 | 8.       | 17.      | kiesett  | kiesett  |
| Aneta Konieczna Beata Mikołajczyk                                       | Kajak kettes 500 m | 1:44,631 | 2. D     | 4.       |          |          |          | 1:42,092 |          |
| Edyta Dzieniszewska Aneta Konieczna Dorota Kuczkowska Beata Mikołajczyk | Kajak négyes 500 m | 1:36,497 | 2. D     | 3.       |          |          |          | 1:34,752 | 4.       |

### Szlalom
Férfi
| Versenyző                   | Versenyszám | Selejtező | Selejtező | Selejtező | Selejtező | Selejtező  | Selejtező  | Elődöntő | Elődöntő | Döntő   | Döntő   | Összesítés | Összesítés |
| Versenyző                   | Versenyszám | 1. futam  | 1. futam  | 2. futam  | 2. futam  | Összesítés | Összesítés | Elődöntő | Elődöntő | Döntő   | Döntő   | Összesítés | Összesítés |
| Versenyző                   | Versenyszám | Pont      | Hely.     | Pont      | Hely.     | Pont       | Hely.      | Pont     | Hely.    | Pont    | Hely.   | Pont       | Helyezés   |
| --------------------------- | ----------- | --------- | --------- | --------- | --------- | ---------- | ---------- | -------- | -------- | ------- | ------- | ---------- | ---------- |
| Dariusz Popiela             | Kajak egyes | 85,51     | 7.        | 85,51     | 6.        | 171,02     | 5.         | 88,49    | 7.       | 91,19   | 7.      | 179,68     | 8.         |
| Krzysztof Bieryt            | Kenu egyes  | 95,39     | 14.       | 87,90     | 10.       | 183,29     | 12.        | 90,08    | 3.       | 110,13  | 8.      | 200,21     | 8.         |
| Marcin Pochwała Paweł Sarna | Kenu kettes | 98,38     | 6.        | 100,37    | 8.        | 198,75     | 7.         | 105,32   | 8.       | kiesett | kiesett | kiesett    | kiesett    |

Női
| Versenyző         | Versenyszám | Selejtező | Selejtező | Selejtező | Selejtező | Selejtező  | Selejtező  | Elődöntő | Elődöntő | Döntő  | Döntő | Összesítés | Összesítés |
| Versenyző         | Versenyszám | 1. futam  | 1. futam  | 2. futam  | 2. futam  | Összesítés | Összesítés | Elődöntő | Elődöntő | Döntő  | Döntő | Összesítés | Összesítés |
| Versenyző         | Versenyszám | Pont      | Hely.     | Pont      | Hely.     | Pont       | Hely.      | Pont     | Hely.    | Pont   | Hely. | Pont       | Helyezés   |
| ----------------- | ----------- | --------- | --------- | --------- | --------- | ---------- | ---------- | -------- | -------- | ------ | ----- | ---------- | ---------- |
| Agnieszka Stanuch | Kajak egyes | 101,16    | 8.        | 101,76    | 10.       | 202,92     | 8.         | 116,46   | 9.       | 104,62 | 4.    | 221,08     | 5.         |

## Kerékpározás

### Hegyi-kerékpározás
| Versenyző             | Versenyszám        | Idő             | Helyezés |
| --------------------- | ------------------ | --------------- | -------- |
| Marek Galiński        | Férfi terepverseny | 2:01:29 (+5:30) | 13.      |
| Aleksandra Dawidowicz | Női terepverseny   | 1:51:21 (+6:10) | 10.      |
| Maja Włoszczowska     | Női terepverseny   | 1:45:52 (+0:41) |          |

### Országúti kerékpározás
Férfi
| Versenyző          | Versenyszám   | Idő                  | Helyezés |
| ------------------ | ------------- | -------------------- | -------- |
| Tomasz Marczyński  | Mezőnyverseny | 6:49:59 (+26:10)     | 83.      |
| Jacek Morajko      | Mezőnyverseny | 6:34:26 (+10:37)     | 54.      |
| Przemysław Niemiec | Mezőnyverseny | 6:24:11 (+0:22)      | 15.      |
| Przemysław Niemiec | Időfutam      | 1:08:43,43 (+6:32,0) | 33.      |

Női
| Versenyző       | Versenyszám   | Idő             | Helyezés |
| --------------- | ------------- | --------------- | -------- |
| Paulina Brzeźna | Mezőnyverseny | 3:32:45 (+0:21) | 8.       |

### Pálya-kerékpározás
Sprintversenyek
| Versenyző                                          | Versenyszám         | Selejtező | Selejtező | 1. forduló                 | Vigaszág                                                       | Vigaszág | 2. forduló           | Vigaszág               | Vigaszág | 9–12. helyért          | 9–12. helyért | 5–8. helyért           | 5–8. helyért | Elődöntő             | Döntő                | Helyezés |
| Versenyző                                          | Versenyszám         | Idő       | Hely.     | Ellenfél Győztes idő       | Ellenfelek Győztes idő                                         | Hely.    | Ellenfél Győztes idő | Ellenfelek Győztes idő | Hely.    | Ellenfelek Győztes idő | Hely.         | Ellenfelek Győztes idő | Hely.        | Ellenfél Győztes idő | Ellenfél Győztes idő | Helyezés |
| -------------------------------------------------- | ------------------- | --------- | --------- | -------------------------- | -------------------------------------------------------------- | -------- | -------------------- | ---------------------- | -------- | ---------------------- | ------------- | ---------------------- | ------------ | -------------------- | -------------------- | -------- |
| Łukasz Kwiatkowski                                 | Férfi egyéni sprint | 10,504    | 17.       | Jason Kenny (GBR) · 10,672 | Mohd Azizulhasni Awang (MAS) · Kitacuru Cubasza (JPN) · 10,959 | 3.       | kiesett              | kiesett                | kiesett  | kiesett                | kiesett       | kiesett                | kiesett      | kiesett              | kiesett              | 17.      |
| Maciej Bielecki Kamil Kuczyński Łukasz Kwiatkowski | Férfi csapatsprint  | 45,266    | 13.       |                            |                                                                |          |                      |                        |          |                        |               |                        |              | kiesett              | kiesett              | 13.      |

Keirin
| Versenyző       | Versenyszám  | 1. forduló | Vigaszág | 2. forduló    | Döntő    | Helyezés |
| Versenyző       | Versenyszám  | Helyezés   | Helyezés | Helyezés      | Helyezés | Helyezés |
| --------------- | ------------ | ---------- | -------- | ------------- | -------- | -------- |
| Kamil Kuczyński | Férfi keirin | 5.         | 1.       | nem ért célba | kiesett  | 11.      |

Pontversenyek
| Név             | Versenyszám       | Pont | Helyezés |
| --------------- | ----------------- | ---- | -------- |
| Rafał Ratajczyk | Férfi pontverseny | 10   | 11.      |

## Kézilabda

### Férfi

#### Eredmények
Csoportkör
A csoport
| Csapat              | M | Gy | D | V | G+  | G–  | Gk  | P |
| ------------------- | - | -- | - | - | --- | --- | --- | - |
| Franciaország (FRA) | 5 | 4  | 1 | 0 | 148 | 115 | +33 | 9 |
| Lengyelország (POL) | 5 | 3  | 1 | 1 | 147 | 128 | +19 | 7 |
| Horvátország (CRO)  | 5 | 3  | 0 | 2 | 140 | 115 | +25 | 6 |
| Spanyolország (ESP) | 5 | 3  | 0 | 2 | 152 | 145 | +7  | 6 |
| Brazília (BRA)      | 5 | 1  | 0 | 4 | 129 | 153 | –24 | 2 |
| Kína (CHN)          | 5 | 0  | 0 | 5 | 104 | 164 | –60 | 0 |

| 2008. augusztus 10. 19:00 | Lengyelország (POL) | 33–19       | Kína (CHN)   | Olimpiai Sport Centrum, Peking Játékvezetők: Karbaschi, Kolahdouzan (IRI) |
| 2008. augusztus 10. 19:00 | Jurasik 8           | (21–10)     | öt játékos 3 | Olimpiai Sport Centrum, Peking Játékvezetők: Karbaschi, Kolahdouzan (IRI) |
| 2008. augusztus 10. 19:00 | 3× 3×               | Jegyzőkönyv | 3× 3×        | Olimpiai Sport Centrum, Peking Játékvezetők: Karbaschi, Kolahdouzan (IRI) |

| 2008. augusztus 12. 15:45 | Spanyolország (ESP) | 30–29       | Lengyelország (POL) | Olimpiai Sport Centrum, Peking Játékvezetők: Csernyega, Polagyenko (RUS) |
| 2008. augusztus 12. 15:45 | Rocas 7             | (16–17)     | Jurasik, Lijewski 4 | Olimpiai Sport Centrum, Peking Játékvezetők: Csernyega, Polagyenko (RUS) |
| 2008. augusztus 12. 15:45 | 1× 3×               | Jegyzőkönyv | 5× 4×               | Olimpiai Sport Centrum, Peking Játékvezetők: Csernyega, Polagyenko (RUS) |

| 2008. augusztus 14. 10:45 | Lengyelország (POL)   | 28–25       | Brazília (BRA) | Olimpiai Sport Centrum, Peking Játékvezetők: Karbaschi, Kolahdouzan (IRI) |
| 2008. augusztus 14. 10:45 | Jurecki, Tłuczyński 6 | (14–15)     | Ribeiro 7      | Olimpiai Sport Centrum, Peking Játékvezetők: Karbaschi, Kolahdouzan (IRI) |
| 2008. augusztus 14. 10:45 | 2× 3×                 | Jegyzőkönyv | 5× 3×          | Olimpiai Sport Centrum, Peking Játékvezetők: Karbaschi, Kolahdouzan (IRI) |

| 2008. augusztus 16. 19:00 | Horvátország (CRO) | 24–27       | Lengyelország (POL) | Olimpiai Sport Centrum, Peking Játékvezetők: Gjeding, Hansen (DEN) |
| 2008. augusztus 16. 19:00 | Džomba 7           | (12–13)     | Tłuczyński 7        | Olimpiai Sport Centrum, Peking Játékvezetők: Gjeding, Hansen (DEN) |
| 2008. augusztus 16. 19:00 | 2× 3×              | Jegyzőkönyv | 2× 2×               | Olimpiai Sport Centrum, Peking Játékvezetők: Gjeding, Hansen (DEN) |

| 2008. augusztus 18. 20:45 | Lengyelország (POL) | 30–30       | Franciaország (FRA) | Olimpiai Sport Centrum, Peking Játékvezetők: Ljudovik, Vakula (UKR) |
| 2008. augusztus 18. 20:45 | Jurecki 7           | (16–13)     | Karabatić 8         | Olimpiai Sport Centrum, Peking Játékvezetők: Ljudovik, Vakula (UKR) |
| 2008. augusztus 18. 20:45 | 2× 2×               | Jegyzőkönyv | 3× 3×               | Olimpiai Sport Centrum, Peking Játékvezetők: Ljudovik, Vakula (UKR) |

Negyeddöntő
| 2008. augusztus 20. 14:15 | Izland (ISL) | 32–30       | Lengyelország (POL)   | Olimpiai Sport Centrum, Peking Játékvezetők: Bord, Buy (FRA) |
| 2008. augusztus 20. 14:15 | Petersson 6  | (14–19)     | Jachlewski, Tkaczyk 6 | Olimpiai Sport Centrum, Peking Játékvezetők: Bord, Buy (FRA) |
| 2008. augusztus 20. 14:15 | 3× 2×        | Jegyzőkönyv | 8× 3× 1×              | Olimpiai Sport Centrum, Peking Játékvezetők: Bord, Buy (FRA) |

Az 5–8. helyért
| 2008. augusztus 22. 14:15 | Lengyelország (POL) | 29–26       | Dél-Korea (KOR) | Olimpiai Sport Centrum, Peking Játékvezetők: Canbro, Claesson (SWE) |
| 2008. augusztus 22. 14:15 | Jurasik 7           | (15–14)     | Jun Gjongszin 6 | Olimpiai Sport Centrum, Peking Játékvezetők: Canbro, Claesson (SWE) |
| 2008. augusztus 22. 14:15 | 3× 3×               | Jegyzőkönyv | 5× 3×           | Olimpiai Sport Centrum, Peking Játékvezetők: Canbro, Claesson (SWE) |

Az 5. helyért
| 2008. augusztus 24. 10:15 | Oroszország (RUS) | 28–29       | Lengyelország (POL) | Olimpiai Sport Centrum, Peking Játékvezetők: Karbaschi, Kolahdouzan (IRI) |
| 2008. augusztus 24. 10:15 | Koksarov 10       | (15–14)     | Jurasik 6           | Olimpiai Sport Centrum, Peking Játékvezetők: Karbaschi, Kolahdouzan (IRI) |
| 2008. augusztus 24. 10:15 | 5× 4×             | Jegyzőkönyv | 4× 4×               | Olimpiai Sport Centrum, Peking Játékvezetők: Karbaschi, Kolahdouzan (IRI) |

| Csapat              | Helyezés |
| ------------------- | -------- |
| Lengyelország (POL) | 5.       |

## Lovaglás
Díjlovaglás
| Versenyző        | Ló     | Versenyszám | 1. kör | 1. kör | 2. kör | 2. kör | 3. kör  | 3. kör  | Végeredmény | Végeredmény |
| Versenyző        | Ló     | Versenyszám | Pont   | Hely.  | Pont   | Hely.  | Pont    | Hely.   | Pont        | Helyezés    |
| ---------------- | ------ | ----------- | ------ | ------ | ------ | ------ | ------- | ------- | ----------- | ----------- |
| Michał Rapcewicz | Randon | Egyéni      | 67,500 | 15.    | 65,120 | 22.    | kiesett | kiesett | kiesett     | kiesett     |

Lovastusa
| Versenyző       | Ló      | Versenyszám | Díjlovaglás | Díjlovaglás | Tereplovaglás | Tereplovaglás | Tereplovaglás | Díjugratás | Díjugratás | Díjugratás | Díjugratás | Végeredmény | Végeredmény |
| Versenyző       | Ló      | Versenyszám | Díjlovaglás | Díjlovaglás | Tereplovaglás | Tereplovaglás | Tereplovaglás | 1. kör     | 1. kör     | 2. kör     | 2. kör     | Végeredmény | Végeredmény |
| Versenyző       | Ló      | Versenyszám | Bünt.       | Hely.       | Bünt.         | Hely.         | Össz.         | Bünt.      | Hely.      | Bünt.      | Hely.      | Bünt.       | Helyezés    |
| --------------- | ------- | ----------- | ----------- | ----------- | ------------- | ------------- | ------------- | ---------- | ---------- | ---------- | ---------- | ----------- | ----------- |
| Paweł Spisak    | Weriusz | Egyéni      | 48,7        | 27.         | 34,0          | 33.           | 38.           | 0          | 1.         | 0          | 1          | 82,7        | 19.         |
| Artur Społowicz | Wag     | Egyéni      | 57,0        | 54.         | 74,4          | 58.           | 52.           | 23         | 50.        | kiesett    | kiesett    | 154,4       | 52.         |

## Ökölvívás
| Versenyző       | Versenyszám | Selejtező                        | Nyolcaddöntő              | Negyeddöntő               | Elődöntő          | Döntő             | Helyezés |
| Versenyző       | Versenyszám | Ellenfél Eredmény                | Ellenfél Eredmény         | Ellenfél Eredmény         | Ellenfél Eredmény | Ellenfél Eredmény | Helyezés |
| --------------- | ----------- | -------------------------------- | ------------------------- | ------------------------- | ----------------- | ----------------- | -------- |
| Łukasz Maszczyk | Papírsúly   | Saidu Kargbo (SLE) · RSC         | Jafet Uutoni (NAM) · +5-5 | Paddy Barnes (IRL) · 5-11 | kiesett           | kiesett           | 5.       |
| Rafał Kaczor    | Légsúly     | Mirat Szarszembajev (KAZ) · 5-14 | kiesett                   | kiesett                   | kiesett           | kiesett           | 17.      |

RSC - a játékvezető megállította a mérkőzést

## Öttusa
| Versenyző           | Versenyszám | Lövészet | Lövészet | Lövészet | Vívás    | Vívás | Vívás | Úszás   | Úszás | Úszás | Lovaglás | Lovaglás | Lovaglás | Lovaglás | Futás    | Futás | Futás | Összesen    | Összesen |
| Versenyző           | Versenyszám | Pontszám | Pont     | Hely.    | Eredmény | Pont  | Hely. | Idő     | Pont  | Hely. | Idő      | Hibapont | Pont     | Hely.    | Idő      | Pont  | Hely. | Összes pont | Helyezés |
| ------------------- | ----------- | -------- | -------- | -------- | -------- | ----- | ----- | ------- | ----- | ----- | -------- | -------- | -------- | -------- | -------- | ----- | ----- | ----------- | -------- |
| Marcin Horbacz      | Férfi       | 185      | 1156     | 8.       | 14-21    | 736   | 29.   | 2:03,52 | 1320  | 10.   | 1:05,46  | 112      | 1088     | 11.      | 9:49,27  | 1044  | 28.   | 5344        | 13.      |
| Bartosz Majewski    | Férfi       | 176      | 1048     | 28.      | 18-17    | 832   | 13.   | 2:09,14 | 1252  | 26.   | 1:52,29  | 300      | 900      | 24.      | 9:15,71  | 1180  | 4.    | 5212        | 21.      |
| Paulina Boenisz     | Női         | 183      | 1132     | 10.      | 21-14    | 904   | 9.*   | 2:24,08 | 1192  | 27.   | 1:23,27  | 104      | 1096     | 20.      | 10:20,95 | 1240  | 6.    | 5564        | 6.       |
| Sylwia Czwojdzińska | Női         | 174      | 1024     | 26.      | 21-14    | 904   | 9.*   | 2:18,76 | 1256  | 16.   | 1:23,30  | 160      | 1040     | 27.      | 10:52,41 | 1112  | 20.   | 5336        | 17.      |

* - egy másik versenyzővel azonos eredményt ért el

## Röplabda

### Férfi
| #    | Név                   | Klub                   | Kor                              | Magasság |
| ---- | --------------------- | ---------------------- | -------------------------------- | -------- |
| 2    | Michał Winiarski      | Itas Diatec Trentino   | 1983. szeptember 28. (24 évesen) | 200 cm   |
| 3    | Piotr Gruszka         | ArkasSpor Izmir        | 1977. március 8. (31 évesen)     | 206 cm   |
| 4    | Daniel Pliński        | PGE SKRA Bełchatów     | 1978. december 10. (29 évesen)   | 205 cm   |
| 5    | Paweł Zagumny         | AZS UWM Olsztyn        | 1977. október 18. (30 évesen)    | 200 cm   |
| 6    | Marcin Wika           | Asseco Resovia Rzeszów | 1983. november 9. (24 évesen)    | 194 cm   |
| 10   | Mariusz Wlazły        | PGE SKRA Bełchatów     | 1983. augusztus 4. (25 évesen)   | 197 cm   |
| 11   | Łukasz Kadziewicz     | Trefl Gdańsk           | 1980. szeptember 20. (27 évesen) | 206 cm   |
| 12   | Paweł Woicki          | Asseco Resovia Rzeszów | 1983. június 29. (25 évesen)     | 182 cm   |
| 13   | Sebastian Świderski   | Lube Banca Macerata    | 1977. június 26. (31 évesen)     | 193 cm   |
| 14   | Krzysztof Gierczyński | Asseco Resovia Rzeszów | 1976. január 23. (32 évesen)     | 193 cm   |
| 16   | Krzysztof Ignaczak    | Asseco Resovia Rzeszów | 1978. május 15. (30 évesen)      | 188 cm   |
| 18   | Marcin Możdżonek      | AZS UWM Olsztyn        | 1985. február 9. (23 évesen)     | 211 cm   |
| Edző |                       |                        |                                  |          |
|      | Raul Lozano           |                        |                                  |          |

- Kor: 2008. augusztus 10-i kora

#### Eredmények
Csoportkör
B csoport
|                     |      | Mérkőzések | Mérkőzések | Pontok | Pontok | Pontok | Szettek | Szettek | Szettek |
| Csapat              | Pont | Gy         | V          | P+     | P–     | PA     | Sz+     | Sz–     | SzA     |
| ------------------- | ---- | ---------- | ---------- | ------ | ------ | ------ | ------- | ------- | ------- |
| Brazília (BRA)      | 9    | 4          | 1          | 427    | 373    | 1,145  | 13      | 4       | 3,250   |
| Oroszország (RUS)   | 9    | 4          | 1          | 496    | 447    | 1,110  | 14      | 7       | 2,000   |
| Lengyelország (POL) | 9    | 4          | 1          | 434    | 404    | 1,074  | 12      | 6       | 2,000   |
| Szerbia (SRB)       | 7    | 2          | 3          | 440    | 439    | 1,002  | 9       | 10      | 0,900   |
| Németország (GER)   | 6    | 1          | 4          | 418    | 440    | 0,950  | 6       | 12      | 0,500   |
| Egyiptom (EGY)      | 5    | 0          | 5          | 267    | 379    | 0,704  | 0       | 15      | 0,000   |

| 2008. augusztus 10. 22:20 | Lengyelország (POL)               | 3–0 | Németország (GER) | Capital Indoor Stadium, Peking Nézőszám: 5700 Játékvezető: Frans Loderus (NED), Massimo Menghini (ITA) |
| 2008. augusztus 10. 22:20 | (25–17, 33–31, 25–20) Jegyzőkönyv |     |                   | Capital Indoor Stadium, Peking Nézőszám: 5700 Játékvezető: Frans Loderus (NED), Massimo Menghini (ITA) |

| 2008. augusztus 12. 13:00 | Egyiptom (EGY)                    | 0–3 | Lengyelország (POL) | Beijing Institute of Technology Gymnasium, Peking Nézőszám: 3000 Játékvezető: Mohammad Shahmiri (IRI), Patricia Salvatore (USA) |
| 2008. augusztus 12. 13:00 | (21–25, 18–25, 10–25) Jegyzőkönyv |     |                     | Beijing Institute of Technology Gymnasium, Peking Nézőszám: 3000 Játékvezető: Mohammad Shahmiri (IRI), Patricia Salvatore (USA) |

| 2008. augusztus 14. 15:05 | Lengyelország (POL)                      | 3–1 | Szerbia (SRB) | Capital Indoor Stadium, Peking Nézőszám: 7000 Játékvezető: Umit Sokullu (TUR), Patrick Deregnaucourt (FRA) |
| 2008. augusztus 14. 15:05 | (31–29, 22–25, 25–22, 25–21) Jegyzőkönyv |     |               | Capital Indoor Stadium, Peking Nézőszám: 7000 Játékvezető: Umit Sokullu (TUR), Patrick Deregnaucourt (FRA) |

| 2008. augusztus 16. 20:00 | Brazília (BRA)                    | 3–0 | Lengyelország (POL) | Capital Indoor Stadium, Peking Nézőszám: 3400 Játékvezető: Kun-Tae Kim (KOR), Osamu Sakaide (JPN) |
| 2008. augusztus 16. 20:00 | (30–28, 25–19, 25–19) Jegyzőkönyv |     |                     | Capital Indoor Stadium, Peking Nézőszám: 3400 Játékvezető: Kun-Tae Kim (KOR), Osamu Sakaide (JPN) |

| 2008. augusztus 18. 12:30 | Lengyelország (POL)                             | 3–2 | Oroszország (RUS) | Capital Indoor Stadium, Peking Nézőszám: 12 000 Játékvezető: Frans Loderus (NED), Frank Leuthauser (GER) |
| 2008. augusztus 18. 12:30 | (17–25, 26–24, 24–26, 25–23, 15–12) Jegyzőkönyv |     |                   | Capital Indoor Stadium, Peking Nézőszám: 12 000 Játékvezető: Frans Loderus (NED), Frank Leuthauser (GER) |

Negyeddöntő
| 2008. augusztus 20. 12:15 | Olaszország (ITA)                               | 3–2 | Lengyelország (POL) | Capital Indoor Stadium, Peking Nézőszám: 8000 Játékvezető: Umit Sokullu (TUR), Patrick Deregnaucourt (FRA) |
| 2008. augusztus 20. 12:15 | (25–19, 25–22, 18–25, 26–28, 17–15) Jegyzőkönyv |     |                     | Capital Indoor Stadium, Peking Nézőszám: 8000 Játékvezető: Umit Sokullu (TUR), Patrick Deregnaucourt (FRA) |

| Csapat              | Helyezés |
| ------------------- | -------- |
| Lengyelország (POL) | 5.       |

### Női
| #    | Név                  | Klub                    | Kor                              | Magasság |
| ---- | -------------------- | ----------------------- | -------------------------------- | -------- |
| 1    | Katarzyna Skowrońska | Asystel Novara          | 1983. június 30. (25 évesen)     | 189 cm   |
| 2    | Mariola Zenik        | MKS Muszynianką Muszyna | 1982. július 3. (26 évesen)      | 174 cm   |
| 5    | Katarzyna Skorupa    | Farmutil Nafta Piła     | 1984. szeptember 16. (23 évesen) | 182 cm   |
| 6    | Anna Podolec         | AES Bałakowo            | 1985. október 30. (22 évesen)    | 193 cm   |
| 7    | Małgorzata Glinka    | C.A.V Murcia            | 1978. szeptember 30. (29 évesen) | 190 cm   |
| 9    | Agnieszka Bednarek   | Farmutil Nafta Piła     | 1986. február 20. (22 évesen)    | 185 cm   |
| 11   | Anna Barańska        | Winiary Kalisz          | 1984. május 14. (24 évesen)      | 178 cm   |
| 12   | Milena Sadurek       | BKS Bielsko             | 1984. október 18. (23 évesen)    | 177 cm   |
| 13   | Milena Rosner        | Bergamo                 | 1980. január 4. (28 évesen)      | 179 cm   |
| 14   | Maria Liktoras       | Dynamo Moskva           | 1975. február 20. (33 évesen)    | 191 cm   |
| 15   | Katarzyna Gajgał     | BKS Bielsko             | 1981. szeptember 21. (26 évesen) | 190 cm   |
| 17   | Joanna Kaczor        | USC Trojans             | 1984. szeptember 16. (23 évesen) | 188 cm   |
| Edző |                      |                         |                                  |          |
|      | Marco Bonitta        |                         |                                  |          |

- Kor: 2008. augusztus 9-i kora

#### Eredmények
Csoportkör
A csoport
|                        |      | Mérkőzések | Mérkőzések | Pontok | Pontok | Pontok | Szettek | Szettek | Szettek |
| Csapat                 | Pont | Gy         | V          | P+     | P–     | PA     | Sz+     | Sz–     | SzA     |
| ---------------------- | ---- | ---------- | ---------- | ------ | ------ | ------ | ------- | ------- | ------- |
| Kuba (CUB)             | 10   | 5          | 0          | 426    | 371    | 1,148  | 15      | 3       | 5,000   |
| Egyesült Államok (USA) | 9    | 4          | 1          | 459    | 441    | 1,041  | 12      | 9       | 1,333   |
| Kína (CHN)             | 8    | 3          | 2          | 467    | 395    | 1,182  | 13      | 7       | 1,857   |
| Japán (JPN)            | 7    | 2          | 3          | 381    | 389    | 0,979  | 7       | 11      | 0,636   |
| Lengyelország (POL)    | 6    | 1          | 4          | 441    | 445    | 0,991  | 9       | 12      | 0,750   |
| Venezuela (VEN)        | 5    | 0          | 5          | 262    | 395    | 0,663  | 1       | 15      | 0,067   |

| 2008. augusztus 9. 14:30 | Lengyelország (POL)                      | 1–3 | Kuba (CUB) | Capital Indoor Stadium, Peking Nézőszám: 14 000 Játékvezető: Kim Kun-Tae (KOR), Janpen Jirakakul (THA) |
| 2008. augusztus 9. 14:30 | (25–21, 17–25, 20–25, 17–25) Jegyzőkönyv |     |            | Capital Indoor Stadium, Peking Nézőszám: 14 000 Játékvezető: Kim Kun-Tae (KOR), Janpen Jirakakul (THA) |

| 2008. augusztus 11. 20:00 | Kína (CHN)                               | 3–1 | Lengyelország (POL) | Capital Indoor Stadium, Peking Nézőszám: 12 000 Játékvezető: Victor Manuel Rodriguez (PUR), Francisco de Souza (BRA) |
| 2008. augusztus 11. 20:00 | (22–25, 25–15, 25–20, 25–22) Jegyzőkönyv |     |                     | Capital Indoor Stadium, Peking Nézőszám: 12 000 Játékvezető: Victor Manuel Rodriguez (PUR), Francisco de Souza (BRA) |

| 2008. augusztus 13. 22:30 | Lengyelország (POL)                             | 2–3 | Japán (JPN) | Capital Indoor Stadium, Peking Nézőszám: 5400 Játékvezető: Humberto Salas (MEX), Francisco de Souza (BRA) |
| 2008. augusztus 13. 22:30 | (21–25, 20–25, 25–18, 25–23, 11–15) Jegyzőkönyv |     |             | Capital Indoor Stadium, Peking Nézőszám: 5400 Játékvezető: Humberto Salas (MEX), Francisco de Souza (BRA) |

| 2008. augusztus 15. 12:30 | Venezuela (VEN)                   | 0–3 | Lengyelország (POL) | Capital Indoor Stadium, Peking Nézőszám: 11 000 Játékvezető: Janpen Jirakakul (THA), Humberto Salas (MEX) |
| 2008. augusztus 15. 12:30 | (12–25, 12–25, 20–25) Jegyzőkönyv |     |                     | Capital Indoor Stadium, Peking Nézőszám: 11 000 Játékvezető: Janpen Jirakakul (THA), Humberto Salas (MEX) |

| 2008. augusztus 17. 12:30 | Lengyelország (POL)                             | 2–3 | Egyesült Államok (USA) | Capital Indoor Stadium, Peking Nézőszám: 11 000 Játékvezető: Ibrahim al-Naama (QAT), Francisco de Souza (BRA) |
| 2008. augusztus 17. 12:30 | (25–18, 21–25, 25–19, 19–25, 13–15) Jegyzőkönyv |     |                        | Capital Indoor Stadium, Peking Nézőszám: 11 000 Játékvezető: Ibrahim al-Naama (QAT), Francisco de Souza (BRA) |

| Csapat              | Helyezés |
| ------------------- | -------- |
| Lengyelország (POL) | 9.       |

## Sportlövészet
Férfi
| Versenyző         | Versenyszám           | Selejtező | Selejtező | Döntő   | Döntő    |
| Versenyző         | Versenyszám           | Pont      | Helyezés  | Pont    | Helyezés |
| ----------------- | --------------------- | --------- | --------- | ------- | -------- |
| Robert Kraskowski | Légpuska              | 589       | 33.       | kiesett | kiesett  |
| Robert Kraskowski | Sportpuska, fekvő     | 591       | 25.       | kiesett | kiesett  |
| Robert Kraskowski | Sportpuska, összetett | 1156      | 33.       | kiesett | kiesett  |
| Wojciech Knapik   | Légpisztoly           | 577       | 23.       | kiesett | kiesett  |
| Wojciech Knapik   | Szabadpisztoly        | 543       | 34.       | kiesett | kiesett  |

Női
| Versenyző                   | Versenyszám           | Selejtező | Selejtező | Döntő   | Döntő    |
| Versenyző                   | Versenyszám           | Pont      | Helyezés  | Pont    | Helyezés |
| --------------------------- | --------------------- | --------- | --------- | ------- | -------- |
| Sylwia Bogacka              | Légpuska              | 397       | 5.*       | 495,7   | 8.       |
| Sylwia Bogacka              | Sportpuska, összetett | 582       | 10.       | kiesett | kiesett  |
| Agnieszka Staroń            | Sportpuska, összetett | 581       | 11.       | kiesett | kiesett  |
| Agnieszka Staroń            | Légpuska              | 393       | 25.       | kiesett | kiesett  |
| Mirosława Sagun-Lewandowska | Légpisztoly           | 384       | 7.        | 481,3   | 5.       |
| Mirosława Sagun-Lewandowska | Sportpisztoly         | 574       | 30.       | kiesett | kiesett  |
| Sławomira Szpek             | Sportpisztoly         | 575       | 27.       | kiesett | kiesett  |
| Sławomira Szpek             | Légpisztoly           | 378       | 30.       | kiesett | kiesett  |

* - két másik versenyzővel azonos eredményt ért el

## Súlyemelés
Férfi
| Versenyző          | Versenyszám | Szakítás | Szakítás | Lökés                    | Lökés                    | Összesen | Helyezés |
| Versenyző          | Versenyszám | Eredmény | Helyezés | Eredmény                 | Helyezés                 | Összesen | Helyezés |
| ------------------ | ----------- | -------- | -------- | ------------------------ | ------------------------ | -------- | -------- |
| Krzysztof Szramiak | 77 kg       | 161,0    | 6.       | 191,0                    | 7.**                     | 352,0    | 8.       |
| Bartłomiej Bonk    | 94 kg       | 175,0    | 8.*      | érvényes kísérlet nélkül | érvényes kísérlet nélkül | kiesett  | kiesett  |
| Szymon Kołecki     | 94 kg       | 179,0    | 5.       | 224,0                    | 2.                       | 403,0    |          |
| Marcin Dołęga      | 105 kg      | 195,0    | 2.       | 225,0                    | 4.*                      | 420,0    | 4.       |
| Robert Dołęga      | 105 kg      | 184,0    | 7.       | 221,0                    | 9.*                      | 405,0    | 8.       |
| Grzegorz Kleszcz   | +105 kg     | 185,0    | 8.       | 234,0                    | 5.                       | 419,0    | 7.       |

Női
| Versenyző             | Versenyszám | Szakítás | Szakítás | Lökés    | Lökés    | Összesen | Helyezés |
| Versenyző             | Versenyszám | Eredmény | Helyezés | Eredmény | Helyezés | Összesen | Helyezés |
| --------------------- | ----------- | -------- | -------- | -------- | -------- | -------- | -------- |
| Marzena Karpińska     | 48 kg       | 79,0     | 9.       | 92,0     | 8.*      | 171,0    | 9.       |
| Marieta Gotfryd       | 58 kg       | 90,0     | 8.*      | 110,0    | 11.      | 200,0    | 10.      |
| Aleksandra Klejnowska | 58 kg       | 95,0     | 6.*      | 120,0    | 7.       | 215,0    | 7.       |
| Dominika Misterska    | 63 kg       | 94,0     | 11.      | 117,0    | 11.      | 211,0    | 11.      |

* - egy másik versenyzővel azonos eredményt ért el

** - két másik versenyzővel azonos eredményt ért el

## Tenisz
Férfi
| Versenyző                           | Versenyszám | 64-es főtábla     | 32-es főtábla                                           | Nyolcaddöntő                                                  | Negyeddöntő                                                    | Elődöntő          | Bronz- mérkőzés   | Döntő             | Helyezés |
| Versenyző                           | Versenyszám | Ellenfél Eredmény | Ellenfél Eredmény                                       | Ellenfél Eredmény                                             | Ellenfél Eredmény                                              | Ellenfél Eredmény | Ellenfél Eredmény | Ellenfél Eredmény | Helyezés |
| ----------------------------------- | ----------- | ----------------- | ------------------------------------------------------- | ------------------------------------------------------------- | -------------------------------------------------------------- | ----------------- | ----------------- | ----------------- | -------- |
| Mariusz Fyrstenberg Marcin Makowski | Páros       |                   | Kína (CHN) · Jü Hszin-jüan · Ceng Sao-hszüan · 6-3, 6-4 | Csehország (CZE) · Martin Damm · Pavel Vizner · 1-6, 7-6, 7-5 | Svédország (SWE) · Simon Aspelin · Thomas Johansson · 6-7, 4-6 | kiesett           | kiesett           | kiesett           | 5.       |

Női
| Versenyző                             | Versenyszám | 64-es főtábla                                                        | 32-es főtábla                                                      | Nyolcaddöntő      | Negyeddöntő       | Elődöntő          | Bronz- mérkőzés   | Döntő             | Helyezés |
| Versenyző                             | Versenyszám | Ellenfél Eredmény                                                    | Ellenfél Eredmény                                                  | Ellenfél Eredmény | Ellenfél Eredmény | Ellenfél Eredmény | Ellenfél Eredmény | Ellenfél Eredmény | Helyezés |
| ------------------------------------- | ----------- | -------------------------------------------------------------------- | ------------------------------------------------------------------ | ----------------- | ----------------- | ----------------- | ----------------- | ----------------- | -------- |
| Marta Domachowska                     | Egyes       | Cvetana Pironkova (BUL) · 3-6, 4-6                                   | kiesett                                                            | kiesett           | kiesett           | kiesett           | kiesett           | kiesett           | 33.      |
| Agnieszka Radwańska                   | Egyes       | Csan Jung-zsan (TPE) · 6-1, 7-6                                      | Francesca Schiavone (ITA) · 3-6, 6-7                               | kiesett           | kiesett           | kiesett           | kiesett           | kiesett           | 17.      |
| Marta Domachowska Agnieszka Radwańska | Páros       |                                                                      | Ukrajna (UKR) · Aljona Bondarenko · Katerina Bondarenko · 3-6, 2-6 | kiesett           | kiesett           | kiesett           | kiesett           | kiesett           | 17.      |
| Klaudia Jans Alicja Rosolska          | Páros       | Egyesült Államok (USA) · Lindsay Davenport · Liezel Huber · 2-6, 1-6 | kiesett                                                            | kiesett           | kiesett           | kiesett           | kiesett           | 17.               |          |

## Tollaslabda
| Versenyző                            | Versenyszám  | Selejtező                                | 32-es főtábla                                 | Nyolcaddöntő                                                               | Negyeddöntő                                                       | Elődöntő          | Bronz- mérkőzés   | Döntő             | Helyezés |
| Versenyző                            | Versenyszám  | Ellenfél Eredmény                        | Ellenfél Eredmény                             | Ellenfél Eredmény                                                          | Ellenfél Eredmény                                                 | Ellenfél Eredmény | Ellenfél Eredmény | Ellenfél Eredmény | Helyezés |
| ------------------------------------ | ------------ | ---------------------------------------- | --------------------------------------------- | -------------------------------------------------------------------------- | ----------------------------------------------------------------- | ----------------- | ----------------- | ----------------- | -------- |
| Przemysław Wacha                     | Férfi egyes  | Raul Must (EST) · 21-14, 21-15           | Christian Bösiger (SUI) · 21-12, 11-21, 21-19 | Pao Csun-laj (CHN) · 11-21, 21-19, 13-21                                   | kiesett                                                           | kiesett           | kiesett           | kiesett           | 9.       |
| Michał Łogosz Robert Mateusiak       | Férfi páros  |                                          |                                               | Ausztrália (AUS) · Ross Smith · Glenn Warfe · 21-13, 21-16,                | Dánia (DEN) · Lars Paaske · Jonas Rasmussen · 21-17, 11-21, 15-21 | kiesett           | kiesett           | kiesett           | 5.       |
| Kamila Augustyn                      | Női egyes    | Cson Dzsejon (KOR) · 18-21, 21-13, 22-20 | kiesett                                       | kiesett                                                                    | kiesett                                                           | kiesett           | kiesett           | kiesett           | 33.      |
| Robert Mateusiak Nadieżda Kostiuczyk | Vegyes páros |                                          |                                               | Seychelle-szigetek (SEY) · Georgie Cupidon · Juliette Ah-Wan · 21-8, 21-19 | Kína (CHN) · Ho Han-pin · Jü Jang · 20-22, 21-23                  | kiesett           | kiesett           | kiesett           | 5.       |

## Torna
Férfi
| Versenyző     | Versenyszám      | Selejtező | Selejtező | Döntő    | Döntő    |
| Versenyző     | Versenyszám      | Pontszám  | Helyezés  | Pontszám | Helyezés |
| ------------- | ---------------- | --------- | --------- | -------- | -------- |
| Leszek Blanik | Ugrás            | 16,587    | 3.        | 16,537   |          |
| Leszek Blanik | Egyéni összetett | 16,700    | 94.       | kiesett  | kiesett  |

Női
| Versenyző   | Versenyszám      | Selejtező | Selejtező | Döntő    | Döntő    |
| Versenyző   | Versenyszám      | Pontszám  | Helyezés  | Pontszám | Helyezés |
| ----------- | ---------------- | --------- | --------- | -------- | -------- |
| Marta Pihan | Talaj            | 14,125    | 45.       | kiesett  | kiesett  |
| Marta Pihan | Ugrás            | 13,625    |           | kiesett  | kiesett  |
| Marta Pihan | Felemás korlát   | 14,375    | 44.       | kiesett  | kiesett  |
| Marta Pihan | Gerenda          | 13,525    | 72.       | kiesett  | kiesett  |
| Marta Pihan | Egyéni összetett | 55,650    | 46.       | kiesett  | kiesett  |

### Ritmikus gimnasztika
| Versenyző      | Versenyszám | Selejtező | Selejtező | Selejtező | Selejtező | Selejtező | Selejtező | Selejtező | Selejtező | Selejtező | Selejtező | Döntő   | Döntő   | Döntő   | Döntő   | Döntő    | Döntő    | Döntő   | Döntő   | Döntő    | Döntő    | Helyezés |
| Versenyző      | Versenyszám | Kötél     | Kötél     | Karika    | Karika    | Buzogány  | Buzogány  | Szalag    | Szalag    | Összesen  | Összesen  | Kötél   | Kötél   | Karika  | Karika  | Buzogány | Buzogány | Szalag  | Szalag  | Összesen | Összesen | Helyezés |
| Versenyző      | Versenyszám | Pont      | Hely.     | Pont      | Hely.     | Pont      | Hely.     | Pont      | Hely.     | Pont      | Hely.     | Pont    | Hely.   | Pont    | Hely.   | Pont     | Hely.    | Pont    | Hely.   | Pont     | Hely.    | Helyezés |
| -------------- | ----------- | --------- | --------- | --------- | --------- | --------- | --------- | --------- | --------- | --------- | --------- | ------- | ------- | ------- | ------- | -------- | -------- | ------- | ------- | -------- | -------- | -------- |
| Joanna Mitrosz | Egyéni      | 15,950    | 17.       | 16,250    | 17.       | 16,025    | 19.       | 16,000    | 16.       | 64,225    | 16.       | kiesett | kiesett | kiesett | kiesett | kiesett  | kiesett  | kiesett | kiesett | kiesett  | kiesett  | 16.      |

## Triatlon
| Versenyző      | Versenyszám | 1,5 km úszás | 1,5 km úszás | 40 km kerékpározás | 40 km kerékpározás | 10 km futás      | 10 km futás      | Összesítés    | Összesítés    |
| Versenyző      | Versenyszám | Idő          | Hely.        | Idő                | Hely.              | Idő              | Hely.            | Idő           | Helyezés      |
| -------------- | ----------- | ------------ | ------------ | ------------------ | ------------------ | ---------------- | ---------------- | ------------- | ------------- |
| Marek Jaskółka | Férfi       | 18:55        | 51.          | nem teljesítette   | nem teljesítette   | nem teljesítette | nem teljesítette | nem ért célba | nem ért célba |
| Ewa Dederko    | Női         | 21:02        | 50.          | 1:05:24            | 23.**              | 37:42            | 29.              | 2:05:09,85    | 30.           |
| Maria Cześnik  | Női         | 20:02        | 26.          | 1:06:58            | 41.*               | 38:05            | 32.              | 2:01:06,92    | 35.           |

* - egy másik versenyzővel azonos időt ért el

** - két másik versenyzővel azonos időt ért el

## Úszás
Férfi
| Versenyző                                                    | Versenyszám          | Előfutam | Előfutam | Előfutam | Elődöntő | Elődöntő | Elődöntő | Döntő   | Döntő    |
| Versenyző                                                    | Versenyszám          | Idő      | Hely.    | Össz.    | Idő      | Hely.    | Össz.    | Idő     | Helyezés |
| ------------------------------------------------------------ | -------------------- | -------- | -------- | -------- | -------- | -------- | -------- | ------- | -------- |
| Bartosz Kizierowski                                          | 50 m gyors           | 22,15    | 6.       | 15.      | 22,12    | 7.       | 15.      | kiesett | kiesett  |
| Łukasz Gąsior                                                | 200 m gyors          | 1:49,25  | 8.       | 34.      | kiesett  | kiesett  | kiesett  | kiesett | kiesett  |
| Przemysław Stańczyk                                          | 400 m gyors          | 3:48,11  | 8.       | 19.      |          |          |          | kiesett | kiesett  |
| Paweł Korzeniowski                                           | 400 m gyors          | 3:48,78  | 6.       | 22.      |          |          |          | kiesett | kiesett  |
| Paweł Korzeniowski                                           | 200 m pillangó       | 1:55,21  | 2.       | 5.       | 1:55,35  | 4.       | 8.       | 1:54,60 | 6.       |
| Łukasz Wójt                                                  | 200 m vegyes         | 2:01,54  | 6.       | 26.      | kiesett  | kiesett  | kiesett  | kiesett | kiesett  |
| Mateusz Sawrymowicz                                          | 1500 m gyors         | 14:50,30 | 3.       | 9.       |          |          |          | kiesett | kiesett  |
| Maciej Hreniak                                               | 1500 m gyors         | 15:16,16 | 4.       | 24.      |          |          |          | kiesett | kiesett  |
| Łukasz Gąsior Łukasz Wójt Michał Rokicki Przemysław Stańczyk | 4 × 200 m gyorsváltó | 7:18,09  | 7.       | 14.      |          |          |          | 7:10,31 | 7.       |

Női
| Versenyző                                                             | Versenyszám          | Előfutam | Előfutam | Előfutam | Elődöntő | Elődöntő | Elődöntő | Döntő   | Döntő    |
| Versenyző                                                             | Versenyszám          | Idő      | Hely.    | Össz.    | Idő      | Hely.    | Össz.    | Idő     | Helyezés |
| --------------------------------------------------------------------- | -------------------- | -------- | -------- | -------- | -------- | -------- | -------- | ------- | -------- |
| Agata Korc                                                            | 50 m gyors           | 25,14    | 7.       | 17.      | kiesett  | kiesett  | kiesett  | kiesett | kiesett  |
| Agata Korc                                                            | 100 m gyors          | 55,14    | 7.       | 20.      | kiesett  | kiesett  | kiesett  | kiesett | kiesett  |
| Paulina Barzycka                                                      | 200 m gyors          | 2:00,92  | 5.       | 32.      | kiesett  | kiesett  | kiesett  | kiesett | kiesett  |
| Otylia Jędrzejczak                                                    | 100 m pillangó       | 58,53    | 3.       | 17.      | kiesett  | kiesett  | kiesett  | kiesett | kiesett  |
| Otylia Jędrzejczak                                                    | 200 m pillangó       | 2:06,91  | 3.       | 5.       | 2:06,78  | 3.       | 4.       | 2:07,02 | 4.       |
| Otylia Jędrzejczak                                                    | 400 m gyors          | 4:05,50  | 3.       | 9.       |          |          |          | kiesett | kiesett  |
| Zuzanna Mazurek                                                       | 100 m hát            | 1:02,77  | 1.       | 36.      | kiesett  | kiesett  | kiesett  | kiesett | kiesett  |
| Zuzanna Mazurek                                                       | 200 m hát            | 2:12,46  | 2.       | 21.      | kiesett  | kiesett  | kiesett  | kiesett | kiesett  |
| Katarzyna Baranowska                                                  | 200 m vegyes         | 2:12,47  | 4.       | 9.       | 2:12,13  | 4.       | 7.       | 2:13,36 | 8.       |
| Katarzyna Baranowska                                                  | 400 m vegyes         | 4:36,95  | 4.       | 9.       |          |          |          | kiesett | kiesett  |
| Karolina Szczepaniak                                                  | 800 m gyors          | 9:08,87  | 4.       | 35.      |          |          |          | kiesett | kiesett  |
| Paulina Barzycka Katarzyna Wilk Karolina Szczepaniak Kasia Baranowska | 4 × 200 m gyorsváltó | 8:07,40  | 8.       | 15.      |          |          |          | kiesett | kiesett  |

## Vitorlázás
Férfi
| Versenyző                           | Versenyszám     | Futam | Futam | Futam | Futam | Futam | Futam | Futam | Futam | Futam | Futam | Futam | Pontszám | Helyezés |
| Versenyző                           | Versenyszám     | 1     | 2     | 3     | 4     | 5     | 6     | 7     | 8     | 9     | 10    | É     | Pontszám | Helyezés |
| ----------------------------------- | --------------- | ----- | ----- | ----- | ----- | ----- | ----- | ----- | ----- | ----- | ----- | ----- | -------- | -------- |
| Przemysław Miarczyński              | Szörfvitorlázás | 17    | 21    | 27    | 20    | 15    | 2     | 7     | 1     | 15    | 18    | -     | 116      | 16.      |
| Maciej Grabowski                    | Laser           | 9     | 19    | 22    | 18    | 16    | 23    | 32    | 20    | 4     |       | -     | 131      | 16.      |
| Patryk Piasecki Kacper Ziemiński    | 470-es osztály  | 20    | 9     | 20    | 23    | 17    | 16    | 8     | 24    | 23    | 15    | -     | 151      | 19.      |
| Mateusz Kusznierewicz Dominik Życki | Csillaghajó     | 5     | 6     | 8     | 2     | 10    | 9     | 3     | 5     | 9     | 13    | 2     | 59       | 4.       |

Női
| Versenyző           | Versenyszám     | Futam | Futam | Futam | Futam | Futam | Futam | Futam | Futam | Futam | Futam | Futam | Pontszám | Helyezés |
| Versenyző           | Versenyszám     | 1     | 2     | 3     | 4     | 5     | 6     | 7     | 8     | 9     | 10    | É     | Pontszám | Helyezés |
| ------------------- | --------------- | ----- | ----- | ----- | ----- | ----- | ----- | ----- | ----- | ----- | ----- | ----- | -------- | -------- |
| Zofia Klepacka      | Szörfvitorlázás | 17    | 16    | 17    | 5     | 4     | 2     | 1     | 1     | 3     | 17    | 16    | 82       | 7.       |
| Katarzyna Szotyńska | Laser radial    | 5     | 21    | 11    | 24    | 21    | 5     | 2     | 20    | 12    |       | 12    | 109      | 9.       |

Nyílt
| Versenyző                              | Versenyszám        | Futam | Futam | Futam | Futam | Futam | Futam | Futam | Futam | Futam | Futam | Futam | Futam | Futam | Pontszám | Helyezés |
| Versenyző                              | Versenyszám        | 1     | 2     | 3     | 4     | 5     | 6     | 7     | 8     | 9     | 10    | 11    | 12    | É     | Pontszám | Helyezés |
| -------------------------------------- | ------------------ | ----- | ----- | ----- | ----- | ----- | ----- | ----- | ----- | ----- | ----- | ----- | ----- | ----- | -------- | -------- |
| Rafał Szukiel                          | Finn dingi         | 3     | 2     | 19    | 12    | 10    | 14    | 22    | 12    |       |       |       |       | 10    | 82       | 10.      |
| Marcin Czajkowski Krzysztof Kierkowski | Könnyű 49-es dingi | 18    | 16    | 15    | 9     | 15    | 14    | 18    | 18    | 16    | 9     | 19    | 6     | -     | 147      | 16.      |

É - éremfutam

## Vívás
Férfi
| Versenyző                                                         | Versenyszám       | Selejtező                  | 32-es főtábla                    | Nyolcaddöntő               | Negyeddöntő                                                                                    | Elődöntő                                                                  | Bronz- mérkőzés   | Döntő                                                                           | Helyezés |
| Versenyző                                                         | Versenyszám       | Ellenfél Eredmény          | Ellenfél Eredmény                | Ellenfél Eredmény          | Ellenfél Eredmény                                                                              | Ellenfél Eredmény                                                         | Ellenfél Eredmény | Ellenfél Eredmény                                                               | Helyezés |
| ----------------------------------------------------------------- | ----------------- | -------------------------- | -------------------------------- | -------------------------- | ---------------------------------------------------------------------------------------------- | ------------------------------------------------------------------------- | ----------------- | ------------------------------------------------------------------------------- | -------- |
| Sławomir Mocek                                                    | Tőr, egyéni       |                            | Nontapat Panchan (THA) · 15-7    | Lej Seng (CHN) · 8-15      | kiesett                                                                                        | kiesett                                                                   | kiesett           | kiesett                                                                         | 12.      |
| Radosław Zawrotniak                                               | Párbajtőr, egyéni |                            | Joaquim Videira (POR) · 15-9     | Jin Lien-cse (CHN) · 15-13 | Boczkó Gábor (HUN) · 8-15                                                                      | kiesett                                                                   | kiesett           | kiesett                                                                         | 6.       |
| Tomasz Motyka                                                     | Párbajtőr, egyéni | Iszám Rámi (MAR) · 15-11   | Diego Confalonieri (ITA) · 10-15 | kiesett                    | kiesett                                                                                        | kiesett                                                                   | kiesett           | kiesett                                                                         | 25.      |
| Adam Wiercioch                                                    | Párbajtőr, egyéni | Li Kuo-csie (CHN) · 11-15  | kiesett                          | kiesett                    | kiesett                                                                                        | kiesett                                                                   | kiesett           | kiesett                                                                         | 36.      |
| Marcin Koniusz                                                    | Kard, egyéni      | Carlos Bravo (VEN) · 15-10 | Nicolas Limbach (GER) · 7-15     | kiesett                    | kiesett                                                                                        | kiesett                                                                   | kiesett           | kiesett                                                                         | 31.      |
| Robert Andrzejuk Tomasz Motyka Adam Wiercioch Radosław Zawrotniak | Párbajtőr, csapat |                            |                                  |                            | Ukrajna (UKR) · Dmitro Csumak · Makszim Hvoroszt · Vitalij Medvegyev · Bohdan Nyikisin · 45-37 | Kína (CHN) · Tung Kuo-tao · Li Kuo-csie · Vang Lej · Jin Lien-cse · 45-44 |                   | Franciaország (FRA) · Jérôme Jeannet · Ulrich Robeiri · Fabrice Jeannet · 29-45 |          |

Női
| Versenyző                                                                        | Versenyszám  | Selejtező                  | 32-es főtábla                   | Nyolcaddöntő                 | Negyeddöntő                                                                 | Elődöntő | Bronz- mérkőzés | Döntő             | Helyezés |
| Versenyző                                                                        | Versenyszám  | Ellenfél Eredmény          | Ellenfél Eredmény               | Ellenfél Eredmény            | Ellenfél Eredmény                                                           | Ellenfél Eredmény                                                                                                 | Ellenfél Eredmény | Ellenfél Eredmény | Helyezés |
| -------------------------------------------------------------------------------- | ------------ | -------------------------- | ------------------------------- | ---------------------------- | --------------------------------------------------------------------------- | --- | --- | ----------------- | -------- |
| Sylwia Gruchała                                                                  | Tőr, egyéni  |                            | Aida Sanajeva (RUS) · 11-12     | kiesett                      | kiesett                                                                     | kiesett | kiesett | kiesett           | 20.      |
| Małgorzata Wojtkowiak                                                            | Tőr, egyéni  |                            | Csang Lej (CHN) · 8-15          | kiesett                      | kiesett                                                                     | kiesett | kiesett | kiesett           | 21.      |
| Magdalena Mroczkiewicz                                                           | Tőr, egyéni  | Olha Lelejko (UKR) · 15-9  | Valentina Vezzali (ITA) · 3-15  | kiesett                      | kiesett                                                                     | kiesett | kiesett | kiesett           | 29.      |
| Bogna Jóźwiak                                                                    | Kard, egyéni |                            | Alejandra Benitez (VEN) · 15-11 | Mariel Zagunis (USA) · 13-15 | kiesett                                                                     | kiesett | kiesett | kiesett           | 10.      |
| Irena Więckowska                                                                 | Kard, egyéni | Siobhan Byrne (IRL) · 15-8 | Jelena Nyecsajeva (RUS) · 15-12 | Pao Jing-jing (CHN) · 6-15   | kiesett                                                                     | kiesett | kiesett | kiesett           | 16.      |
| Aleksandra Socha                                                                 | Kard, egyéni |                            | Olena Homrova (UKR) · 11-15     | kiesett                      | kiesett                                                                     | kiesett | kiesett | kiesett           | 18.      |
| Karolina Chlewińska Sylwia Gruchała Magdalena Mroczkiewicz Małgorzata Wojtkowiak | Tőr, csapat  |                            |                                 |                              | Egyesült Államok (USA) · Emily Cross · Erinn Smart · Hanna Thompson · 30-31 | 5–8. helyért · Németország (GER) · Carolin Golubytskyi · Anja Schache · Katja Waechter · 27-32                    | 7. helyért · Egyiptom (EGY) · Ímán el-Gamal · Sajmá el-Gammál · Ímán Saabán · 45-14                                           |                   | 7.       |
| Bogna Jóźwiak Aleksandra Socha Irena Więckowska                                  | Kard, csapat |                            |                                 |                              | Kína (CHN) · Pao Jing-jing · Huang Haj-jang · Ni Hong · Tan Hszüe · 25-45   | 5–8. helyért · Kanada (CAN) · Julie Cloutier · Olga Ovtchinnikova · Wendy Saschenbrecker · Sandra Sassine · 45-44 | 5. helyért · Oroszország (RUS) · Jekatyerina Gyjacsenko · Jekatyerina Fedorkina · Jelena Nyecsajeva · Szofja Velikaja · 36-45 |                   | 6.       |